# IBM PC-DOS
IBM PC-DOS va ser un sistema operatiu tipus DOS d'IBM per als seus equips de còmput personal, comercialitzat durant els anys 1980 i 1990.

## Història
La creació del PC DOS va estar lligada amb el MS-DOS, juntament amb la presentació de l'IBM PC al mercat. IBM s'havia inclinat pel CP/M de Digital Research, encara que hi ha històries que expliquen perquè no es va donar aquest acord i perquè finalment es va elegir el sistema MS-DOS.
El 86-DOS va ser acceptat per IBM com a sistema operatiu pel seu IBM PC; Microsoft va comprar els drets del 86-DOS al Juliol de 1981 i a l'Octubre del 1981 surt l'IBM PC DOS 1.0 (IBM Personal Computer DOS 1.0). El perquè que la llicència sigui compartida amb Microsoft és perquè amb el 86-DOS, ambdues empreses van acordar que els canvis que cadascuna introduís serien compartits per millorar el sistema. D'aquí van sorgir el MS-DOS i el PC-DOS, on el primer s'oferia als IBM PC Compatible (els "clònics") i el segon, als IBM PC.

### Versions era Microsoft
Durant aquesta època, el PC-DOS no era més que un MS-DOS amb el nom diferent.
Al març del 1983 apareix el PC-DOS 2.0, dissenyada per PC/XT. Suport a subdirectoris tipus Unix, instal·lació de perifèrics, redirecció I/O o suport per disc dur a destacar. El mateix any a l'octubre, es presenta el PC-DOS 2.1.
L'agost del 1984 es presenta el PC-DOS 3.0, dissenyada per PC/AT. Suport sistema FAT de 16 bit, suport xarxa IBM, noves funcions externes del sistema i alguns programes nous; també, suport als disquets d'1,2 Mb.
El 1985 es presenten les versions PC-DOS 3.1 (Març) i PC-DOS 3.2 (Desembre).
L'abril del 1987 surt el PC-DOS 3.3. Destinat als equips IBM PS/2, suport a disquets 1,44 Mb, suport de múltiple particions de DOS, code page switching, addició de suport per llengües foranes, algunes noves funcions i suport pel rellotge de la CMOS dels AT.
L'agost del 1988 el PC-DOS 4.0 presenta novetats com el límit de 32 Mb superat, lleuger suport a l'EMS, noves funcions del sistema, suport a xarxes a través de comandes externs. En contrapartida, ja no se suporta el PCjr. S'afegeix un shell menu.
El Maig de 1991 va estar disponible la nova versió PC-DOS 5. Entre les millores, presenta el canvi del command.com a la HMA.

### Versions post Microsoft
Més endavant, ja en els anys 90, es presenta el PC-DOS 6.1 al Juny de 1993 (el MS-DOS 6 s'havia presentat el Març del mateix any). És el primer PC-DOS que ja no està basat en el MS-DOS. Per exemple, el QBasic desapareix i l'edit.com es canvia per l'E. Al Desembre es presenta el PC-DOS 6.3.
El novembre de 1994 apareix el PC-DOS 7. S'afegeix el llenguatge de programació REXX i suport al format de disquets XDF, que extenia la capacitat dels 1.44 Mb a 1.86 Mb i l'afegiment del compressor de dades Stacker.
La versió més recent del PC-DOS és la 2000 (PC-DOS 7.01), presentada l'abril de 1998 i basada en el PC-DOS 7. Destaca la correcció de problemes relacionats amb l'efecte 2000 i 